# Шульга Світлана Миколаївна
Шульга Світлана Миколаївна (20.09.1964 - 24.01.2017) - відома у сфері природоохоронної діяльності, директор національного природного парку "Джарилгацький" (2013 - 2017 рр.).

## Біографічні відомості
Світлана Миколаївна народилася 20 вересня 1964 року в індустріальному містечку Курахове Донецької області. Це саме та частина Донеччини, де практично не залишилося природи. 
25 червня 1986 року закінчила Калінінградський технічний інститут рибної промисловості та господарства, де отримала повну вищу освіту за спеціальністю «Іхтіологія та рибництво». Майже 20 років присвятила рибному господарству, в різні роки працюючи в рибгоспах Донецької області на посаді старшого рибовода. 
Після створення 29 національних природних парків на зламі 2009-2010 років, Світлана Миколаївна обрала новий шлях у житті, і з 2012 року почала працювати начальником відділу екологічної освіти НПП «Нижньосульський» на Полтавщині.
З 07 вересня 2012 року життя її пов’язало із Джарилгачем, де спочатку вона займала посаду виконуючого обов’язки директора, а з 18 січня 2013 року – посаду директора національного парку. Світлана Миколаївна формально була першим директором національного парку, оскільки всі керівники до неї мали посаду виконуючого обв'язки і зміна становлення до Парку як установи в позитивному напрямку – це повністю її досягнення. Чотири роки і один тиждень вона пробула на своїй посаді, до останнього дня свого життя.

## Протистояння із противниками національного парку
Створення парку по-різному сприймалося місцевим населенням. Невдоволеними лишились користувачі природних ресурсів та малий бізнес: рибалки, мисливці, перевізники, що переправляли відпочиваючих зі Скадовська, та бажаючі отримати на острові землю. Проти національного парку була піднята чимала хвиля протестів, критичних замовних публікацій, телесюжетів. Кульмінацією протистояння стали спалені катери парку та громадські слухання, на яких громаду представляли, в основному, суворі чоловіки з обвітреними обличчями, в яких легко вгадувалися мисливці та рибалки. На цих слуханнях 12 квітня 2014 року в місті Скадовськ відбулись обговорення проти національного парку. 281 присутній з 310 проголосували за пункт щодо ліквідації парку, підписавши резолюцію наступного змісту: «Доручити від імені територіальної громадськості голові районної державної адміністрації Бобилєву Ю. О. і міському голові Гавришу О. В. підготувати інформацію для Верховної Ради України, згідно якої вимагати відміни Указу Президента України від 11.10.2009 року № 1045/2009». Світлана Миколаївна мужньо відстоювала право Парку на існування, хоча була однією з небагатьох, тих хто намагався протистояти споживацьким інтересам курортного міста. І це вдалося − самовіддана праця Світлани Миколаївни та її колег поступово схилили думку громади на користь парку. Парк проводив плідну співпрацю з школами, бібліотеками, державними та громадськими організаціями регіону, популяризуючи, власне, саму установу, природу регіону, природоохоронну справу. 
В останні 2 роки, гострого протистояння з місцевими громадами вже не було.
За кілька днів до смерті Світлани Миколаївни, організатори наукової конференції «Заповідна справа у Степовій зоні України» отримали статтю про плани розширення НПП «Джарилгацький» та заявку на участь у конференції від колективу авторів, серед яких була і сама Світлана Шульга.
24 січня 2017 року, не переживши важку операцію, Світлана Шульга померла. Похована у м. Кураховому.

## Присвяти
У 2017 році учасники творчої групи B Wild присвятили Світлані Миколаївні фільм про Національний природний парк «Джарилгацький»: острів Джарилгач , знятий за її активного сприяння.
Колеги присвятили Світлані Миколаївні збірку праць, зокрема О.В. Василюк - "Заповідна справа у Степовій зоні України (до 90-річчя від створення Надморських заповідників)", учасником якої вона сама хотіла бути, подавши туди статтю про  розширення парку.